# Фридрих Вилхелм (Саксония-Майнинген)
Фридрих Вилхелм фон Саксония-Майнинген (на немски: Friedrich Wilhelm von Sachsen-Meiningen; * 16 февруари 1679, Ихтерсхаузен; † 10 март 1746, Майнинген) от рода на Ернестински Ветини, е от 1743 г. до смъртта си херцог на Саксония-Майнинген.

## Живот
Той е вторият син на херцог Бернхард фон Саксония-Майнинген (1649 – 1706) и първата му съпруга Мария Хедвига фон Хесен-Дармщат (1647 – 1680), дъщеря на ландграф Георг II фон Хесен-Дармщат. През 1681 г. баща му Бернхард се жени втори път за Елизабет Елеонора фон Брауншвайг-Волфенбютел (1658 – 1729).
След смъртта на баща му през 1706 г. Фридрих Вилхелм управлява, според завещанието на баща му, заедно с брат си Ернст Лудвиг I (1672 – 1724) и полубрат си Антон Улрих (1687 – 1763). Той е малко надарен и съвсем несамостоятелен. През 1707 г. се отказва от управлението в полза на големия си брат Ернст Лудвиг I и отново през 1717 г. от всичките си права на управление. Ернст Лудвиг I сключва обаче договор с братята си, с който той и наследниците му да управляват сами.
След смъртта на големия му брат Ернст Лудвиг I през 1724 г. той е определен за опекун заедно с херцог Фридрих II фон Саксония-Гота-Алтенбург на племенниците си Ернст Лудвиг II и Карл Фридрих. След смъртта на племенника му Карл Фридрих през 1743 г. Фридрих Вилхелм става херцог на Саксония-Майнинген. Той управлява заедно с полубрат си Антон Улрих.
Фридрих Вилхелм не се жени и няма деца. След смъртта му Антон Улрих управлява сам от 1746 г.